# Craugastor stejnegerianus
Espèce
Synonymes
- Hylodes stejnegerianus Cope, 1893
- Eleutherodactylus stejnegerianus (Cope, 1893)

Statut de conservation UICN

 LC  : Préoccupation mineure
Craugastor stejnegerianus est une espèce d'amphibiens de la famille des Craugastoridae.

## Répartition
Cette espèce se rencontre du niveau de la mer à 1 330 m d'altitude au Costa Rica et à l'ouest du Panama.

## Étymologie
Cette espèce est nommée en l'honneur de Leonhard Hess Stejneger.

## Publication originale
- Cope, 1893 : Second addition to the knowledge of the Batrachia and Reptilia of Costa Rica. Proceedings of the American Philosophical Society, vol. 31, p. 333-345 (texte intégral).